# Канал Дунай-Чорне море (Румунія)
44°11′53″ пн. ш. 28°23′54″ сх. д. / 44.198° пн. ш. 28.3983° сх. д.

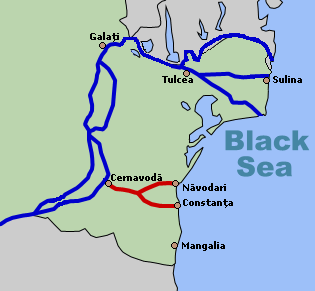
Схема каналу, Дунай зображено синім, канал — червоним

Канал Дунай-Чорне море (рум. Canalul Dunăre – Marea Neagră) — судноплавний канал в Румунії, що сполучає Чорне море з судноплавною частиною русла Дунаю. Канал відгалужується від русла Дунаю в зоні старого порту Чернаводе (299,3 км Дунаю) і прямує платом Добруджа, через населені пункти Меджидія і Мурфатлар, що стали внутрішніми портами, до морського порту Констанца.
Основна лінія каналу завдовжки 64,4 км, сполучає порт Чернавода з портом Констанца, була побудована в 1976—1984 роках, тоді як північна лінія, відома під назвою Поарта Албе — Мідія Неводарі Канал (рум. Poarta Albă – Midia Năvodari Canal), завдовжки 31,2 км, між Поарта-Албе та Портом Мідія, була побудована у 1983—1987 роках.
Канал скорочує шлях до/з Чорного моря на 370 км (порівняно з маршрутом, що проходить через Галац та Суліну), а маршрут Чернаводе-Констанца скорочується на 400 км. Є складовою водного шляху між Північним та Чорним морями через канал Рейн-Майн-Дунай та річки Дунай.

## Опис
Канал розпочинається в Чернавода 44°20′48.7″ пн. ш. 28°1′22″ сх. д. / 44.346861° пн. ш. 28.02278° сх. д.(300 км Дунайський кілометр) та прямує до Аджиджа (44°5′59″ пн. ш. 28°38′20″ сх. д. / 44.09972° пн. ш. 28.63889° сх. д.), передмістя Констанці, на Чорному морі. У Поарта-Албе, відбувається біфуркація каналу — відгалужується північний канал, канальне з'єднання з нафтопереробним заводом «Мідія-Неводарі». Канал Дунай-Чорне море має довжину 64,2 км, ширину 90 м і глибину 7 м. Мінімальний радіус кривизни — 3000 м. Північне відгалуження має довжину 31,2 км, ширину 50 м та глибину 5,5 м. Мінімальний радіус кривизни — 1200 м.
Щоб компенсувати рівень води між Дунаєм і Чорним морем, на каналі є чотири шлюзи: на початку траси в Чернавода (44°18′48″ пн. ш. 28°2′41″ сх. д. / 44.31333° пн. ш. 28.04472° сх. д.) в безпосередній близькості від атомної електростанції «Чорнавода», на узбережжі Чорного моря в Аджиджа (44°6′1″ пн. ш. 28°37′12″ сх. д. / 44.10028° пн. ш. 28.62000° сх. д.), наприкінці північного відгалуження на НПЗ «Мідія-Найводарі» (44°19′20″ пн. ш. 28°37′31″ сх. д. / 44.32222° пн. ш. 28.62528° сх. д.), а також середній течії північного відгалуження в Овідіу (44°16′16″ пн. ш. 28°32′44″ сх. д. / 44.27111° пн. ш. 28.54556° сх. д.).
А також два додаткових біля портових споруд у Меджидія (44°14′47″ пн. ш. 28°18′19″ сх. д. / 44.24639° пн. ш. 28.30528° сх. д.) та Мурфатлар (44°10′41″ пн. ш. 28°23′45″ сх. д. / 44.17806° пн. ш. 28.39583° сх. д.).
Пропускна здатність каналу для кораблів в один бік: вантажопідйомність до 5000 т, довжиною до 138,3 м, шириною до 16,8 м осадка до 5,5 м, а також для барж довжиною 296 м, шириною 22,8 м та осадка 3,8 м Північне відгалуження має обмеження для суден: довжина — 119,4 м, ширина — 11,4 м та осадка — 3,8 м.

## Історія
Перші проєкти будівництва каналу від Чернаводи до Чорного моря були відомі з 1837 року. Але в 1860 році була побудована залізниця «Чернавода-Констанца», що дозволило транспортувати товари до Чорного моря, ці плани були припиненні. До 1927 року румунський інженер Жан Штонеску-Дануре працював над проектом. Перші будівельні роботи розпочалися в 1949 році, коли кілька десятків тисяч ув'язнених, включаючи багатьох етнічних німців та політв'язнів, використовували в примусових трудових таборах. В 1953 році робота припинилася через брак коштів.
У період 1975—1984 років будівництво каналу було завершено управлінням будівництва Дунай—Чорне море, а північна гілка була побудована в період 1984—1987 роках. Було вийнято та перевезено 381 млн м³ ґрунту (більше, ніж об'єм ґрунту вийнятий при будівництві Панамського та Суецького каналів) Було укладено 5 млн м³ бетону при будівництві шлюзів та опорних стін.
Канал будували з причин національної безпеки, канал є повністю підпорядкований суверенітету Румунії, на відміну від Дунаю, який підлягає спільному суверенітету Дунайських країн. Принаймні, також було позбавлено впливу колишнього СРСР на вихід суден у море.
16 грудня 2023 року Україна на 9-й нараді сторін Конвенції Еспо в Женеві вирішила суперечку з Румунією щодо виконання її вимог при будівництві каналу. Ця суперечка тривала з 2004 року, відколи Україна запустила плавання каналом в експериментальному режимі.